# Toussaint L'Ouverture
Pierre François Marie Dominique Toussaint de Bréda l'Ouverture (1743 i Cap-Haitien i Haiti – 7. april 1803 på Fort de Joux i Frankrig) ledte Haitis befrielse fra Frankrig. Han fødtes som slave på en plantage ejet af greven af Bréda, hvis efternavn han tog. Han levede under relativt gunstige forhold frem til sin frigivelse 1776 og havde skabt sig et navn som rytter og botaniker da den franske revolutions virkninger nåede Haiti. Revolutionens ledere, inspireret af Rousseau, erklærede at alle mænd var frie, men blev tvunget til at afstå fra at afskaffe slaveriet efter påvirkning fra slavejerne. Dette førte 1791 til omfattende slaveoprør i Haiti, som da var en fransk koloni under navnet Saint-Domingue.
1793 allierede l'Ouverture sig med Spanien, som havde den østlige del af øen Hispaniola som Haiti ligger på (dagens Dominikanske republik). Spanien var da i krig med Frankrig, i en del af de franske revolutionskrig. Senere samme år invaderede også Storbritannien Saint-Domingue og besatte kysterne.
4. februar 1794 ratificerede det jakobindominerede nationalkonvent et tilbud om frigivelse for alle slaver som var loyale mod revolutionen. Tilbuddet var blevet fremført af republikkens udsending Léger-Félicité Sonthonax 29 august 1793. Dette ledte til at l'Ouverture tog sine styrker med til den franske revolutionære armé, hvor han blev brigadegeneral. Han besejrede Storbritannien og Spanien i flere slag, og blev i praksis Saint-Domingues leder. Han erklærede sig dog loyal mod den franske første republik. 1801, da han tillige havde erobret den spanske del af Hispaniola, udråbte han en forfatning for et autonomt Haiti.
Da Napoleon Bonaparte blev Frankrigs leder begyndte han at stræbe efter at genindføre slaveriet i Saint-Domingue. I maj 1802 kapitulerede l'Ouverture til Napoleons styrker (ledet af Charles Leclerc, Napoleons svoger) på det vilkår at han kunne beholde sin frihed og at hans tropper skulle indlemmes i den franske armé. Leclerc brød dog sit løfte og tog l'Ouverture til fange en måned senere. L'Ouverture blev ført til Frankrig, hvor han i realitetet døde af kulde, sult og mishandel på fæstningen Fort de Joux i Jurabjergene 1803.
Mange år senere ved Napoleons eksil på Sankt Helena blev han spurgt om det overgreb, som l'Ouverture blev udsat for. Han skulle have svaret "Hvad skulle en elendig negers død betyde for mig?" L'Ouvertures død indebar dog ikke afslutningen på befrielelseskampen. 1 januar 1804 udråbte Jean-Jacques Dessalines den nye stat Haitis selvstændighed. Samtidigt solgte Napoleon andre besiddelser i Amerika.
L'Ouvertures levnedsløb er skildret i romanen Den sorte general af Göran Lundin, 1982.